# Rune Lindström
Gustaf Rune Lindström, född  28 april 1916 i Västanfors i Västmanland, död 25 april 1973 i Leksand i Dalarna, var en svensk manusförfattare och skådespelare.

## Biografi

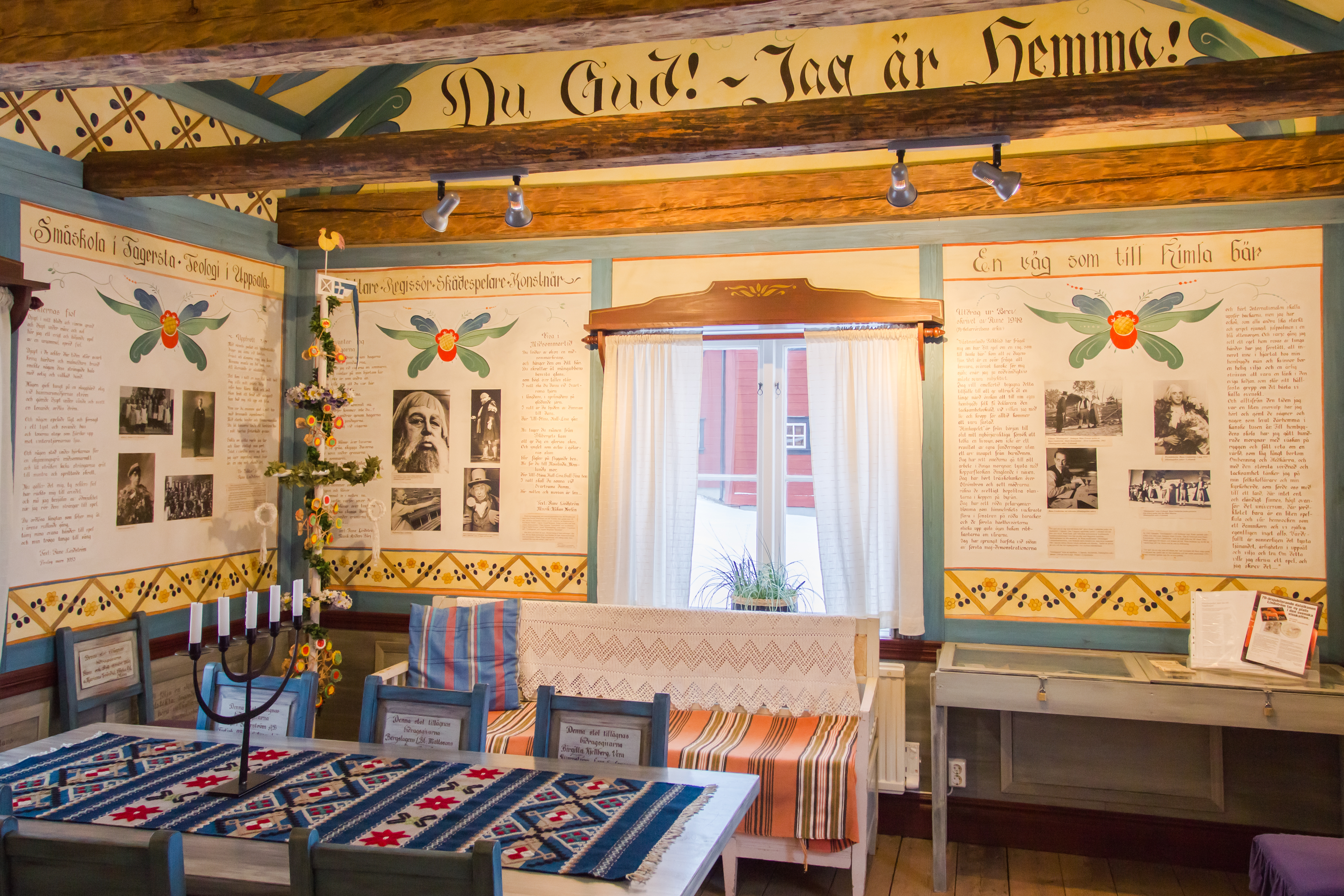
Rune Lindström-museet på Fagersta-Västanfors hembygdsgård.

Rune Lindström var en mångsidig person, manusförfattare, poet, tecknare, regissör och skådespelare. Han hade tänkt sig att bli präst och började studera teologi vid Uppsala universitet, men avbröt studierna när han fick oväntat stor framgång med Himlaspelet - Ett spel om en väg som till Himla bär. Vid pjäsens premiär 1941 i universitetsaulan i Uppsala spelade han själv huvudrollen.
Lindström kom att svara för tre kända bygdespel i Dalarna, förutom Himlaspelet som framförts i Leksand varje sommar sedan 1949, har han även skrivit Ingmarsspelen i Nås 1959 och Skinnarspelet som alltsedan premiären i juni 1967 inleder midsommarfirandet i Malung. År 1946 fick Rune Lindström uppdraget att läsa Alfred Tennysons dikt Nyårsklockan på Skansen vid tolvslaget.  
Han skrev flera filmmanus och medverkade också som filmskådespelare. Hans eget Himlaspelet filmatiserades redan 1942 med Lindström i huvudrollen. Under 1960-talet var han anställd vid Stockholms stadsteater.
Rune Lindström satte också text till flera melodier som blivit visklassiker, däribland Visa vid midsommartid, Te' dans mä Karlstatösera och Balladen om Joe Hill. Som illustratör illustrerade han bland annat Kaj Munks Jesu liknelser återutgivna för barn och Dalahistorier.
Rune Lindström är begravd på Leksands kyrkogård.

## Filmografi (urval)
- 1942 – Himlaspelet
- 1943 – Ordet
- 1948 – Jag är med eder...
- 1952 – Mot framtiden
- 1956 – Häxan
- 1966 – Syskonbädd 1782
- 1966 – Nattlek
- 1966 – Yngsjömordet
- 1967 – En sån strålande dag
- 1968 – Vindingevals
- 1968 – Skammen
- 1968 – Bamse
- 1971 – Midsommardansen
- 1971 – Lockfågeln
- 1971 – Gustaf Vasas äventyr i Dalarna

### Regi
- 1947 – Tant Grön, Tant Brun och Tant Gredelin
- 1952 – Mot framtiden
- 1971 – Gustaf Vasas äventyr i Dalarna

### Manus
- 1942 – Himlaspelet
- 1943 – Ordet
- 1944 – Kejsarn av Portugallien
- 1946 – Johansson och Vestman
- 1946 – Ödemarksprästen
- 1946 – Det är min modell
- 1946 – Nu börjar livet
- 1947 – Rallare
- 1947 – Tant Grön, Tant Brun och Tant Gredelin
- 1948 – Jag är med eder...
- 1948 – Dit vindarna bär
- 1949 – Stora Hoparegränd och himmelriket
- 1949 – Farlig vår
- 1949 – Kvinna i vitt
- 1949 – Människors rike
- 1949 – Vi flyger på Rio
- 1951 – Skeppare i blåsväder
- 1952 – För min heta ungdoms skull
- 1952 – Kärlek
- 1954 – Salka Valka
- 1954 – Seger i mörker
- 1954 – Förtrollad vandring
- 1955 – Männen i mörker
- 1955 – Hemsöborna
- 1956 – Sången om den eldröda blomman
- 1957 – Prästen i Uddarbo
- 1958 – Körkarlen
- 1959 – Fly mej en greve
- 1959 – Lejon på stan
- 1959 – Fridolfs farliga ålder
- 1961 – Giv oss fred
- 1971 – Midsommardansen
- 1971 – Gustaf Vasas äventyr i Dalarna

### TV-produktioner (urval)
- 1964 – Slottstappning
- 1964 – Den förlorade sonen
- 1969 – Pippi Långstrump
- 1971 – Broster, Broster!
- 1971 – Gustaf Vasas äventyr i Dalarna

## Teater

### Roller
| År   | Roll        | Produktion                           | Regi           | Teater                 |
| ---- | ----------- | ------------------------------------ | -------------- | ---------------------- |
| 1966 | Disponenten | Nya Wermländingarne Sandro Key-Åberg | Christian Lund | Stockholms stadsteater |

### Scenografi
| År   | Produktion                        | Upphovsmän                                 | Regi            | Teater                           | Noter                 |
| ---- | --------------------------------- | ------------------------------------------ | --------------- | -------------------------------- | --------------------- |
| 1942 | I vår Herres hage Ze života hmyzu | Josef Čapek och Karel Čapek                | Gösta Folke     | Vasateatern                      |                       |
| 1970 | Wermlännigarne                    | Fredrik August Dahlgren och Andreas Randel | Bertil Norström | Norrköping-Linköping stadsteater | Scenografi och kostym |

## Vistexter (urval)
- Balladen om Joe Hill (musik: Earl Robinson)
- De' e' någe' visst me' de' (musik: Lille Bror Söderlundh) ur filmen Luffaren och Rasmus
- Då väntar jag vid vägarna (musik: Anders Börje)
- En herrskapstrall (musik: Wilhelm Peterson-Berger)
- Te' dans mä Karlstatösera (musik: Erik Uppström)
- Visa vid midsommartid (musik: Håkan Norlén)